# Spartak Dulić
Spartak Dulić (Subotica, 17. prosinca 1970.), likovni je suvremeni umjetnik iz zajednice Hrvata iz Vojvodine, Republika Srbija.

## Životopis
Spartak Dulić rođen je u Subotici 1970. godine. Bio je učenikom slikarskog pedagoga Stipana Šabića iz zajednice Hrvata u Republici Srbiji.
Studirao je u Zagrebu na Akademiji likovnih umjetnosti, gdje je diplomirao u klasi prof. Ante Kuduza na grafičkom odjelu. Izlagao je samostalno na većem broju izložbi u Hrvatskoj, Sloveniji i Srbiji. 1998. i 1999. godine bio je vanjskim suradnikom u Hrvatskome restauratorskome zavodu u Osijeku a 2000. godine bio je nastavnikom likovne kulture u osnovnim školama "Jagoda Truhelka" u Osijeku i "Miroslav Krleža" u Čepinu. Od 2000. do 2005. godine radio je kao profesor stručnih predmeta u Srednjoj školi Primijenjenih umjetnosti, dizajna i tekstila u Osijeku, Republika Hrvatska (predavao je predmete: crtanje i slikanje, slikarsko projektiranje, reklamno slikanje, pismo, ilustracija, plastično oblikovanje i slikarske tehnike). Ravnatelj i kustos Galerije dr. Vinko Perčić je od 2007. godine.
Bio je članom likovnog odjela HKC Bunjevačko kolo do 15. studenoga 2017.2014. godine uvršten je u knjigu Suzane Marjanić Kronotop hrvatskoga performansa: od Travelera do danas (Institut za etnologiju i folkloristiku - Udruga Bijeli val - Školska knjiga, 2014.). 2014. godine sudjelovao je na skupnim izložbama: Srpska i vojvođanska umjetnost između 1914-2014 (Kunsthalle, Beč, Austrija); Umjetnost u proširenom polju/Pogled na umjetničku scenu Vojvodine 1995-2014, (Muzej suvremene umjetnosti Vojvodine, Novi Sad, RS); WonderLab (Muzej suvremene umjetnosti Vojvodine/ Novi Sad, RS) a 2015. godine na 14. Međunarodnim Danima performansa u Varaždinu.

## Djelo
Crta crteže, izrađuje umjetničke instalacije i izvodi performanse. Poigrava se formalno apstraktnim elementima i organskim oblicima, prvenstvenu ulogu daje dominaciji boje, neposrednog je i otvorenog umjetničkog angažmana sažetog u uvjerljivoj izražajnosti dimenzije imaginarnog i misaonog. Od 2000. do 2005. godine autorom je više projekata u Osijeku.

## Vanjske poveznice
- Culturenet.hr Spartak Dulić u galeriji Ghetto
- Zavičajna galerija "dr Vinko Perčić", 2007 Ivan Tikvicki Pudar: 21.01.1913. – 15.12.1990. : pejzaži, autor Spartak Dulić
- Artfacts  Arhivirana inačica izvorne stranice od 25. srpnja 2014. (Wayback Machine) Spartak Dulić
- Muzejski dokumentacijski centar Spartak Dulić